# Daewoo K5
Daewoo K5 là một loại súng ngắn bán tự động được sản xuất bởi Daewoo Precision Industries.

## Chi tiết kỹ thuật
- Nơi thiết kế: Daewoo Precision Industries
- Thiết kế: 1984-1988
- Nhà sản xuất: S&T Daewoo
- Sản xuất: 1989 đến nay
- Cân nặng: 800 g
- Chiều dài: 190 mm
- Chiều dài nòng súng: 105 mm
- Loại đạn: 9x19mm Parabellum
- Khoảng cách hiệu quả: 50 m
- Sức chứa ổ đạn: 12 viên
- Các phiên bản khác: DP-51,DP-51C và DH-40 (dùng loại đạn .40 S&W)